# Skoczewo
Skoczewo [skɔˈt͡ʂɛvɔ] (German Hermannshof) là một ngôi làng thuộc khu hành chính của Gmina Barciany, thuộc huyện Kętrzyński, Warmińsko-Mazurskie, ở phía bắc Ba Lan, gần biên giới với Kaliningrad Oblast của Nga.
Trước năm 1945, khu vực này là một phần của Đức (Đông Phổ).